# James Bolton
James Bolton (n. 23 noiembrie 1735 (data botezului), Warley, Yorkshire – d. 7 ianuarie 1799, Stannery at Luddenden aproape Halifax a fost un naturalist,  botanist, briolog, micolog, ornitolog și pteridolog precum ilustrator englez. Abrevierea numelui său în cărți științifice este Bolton.

## Biografie

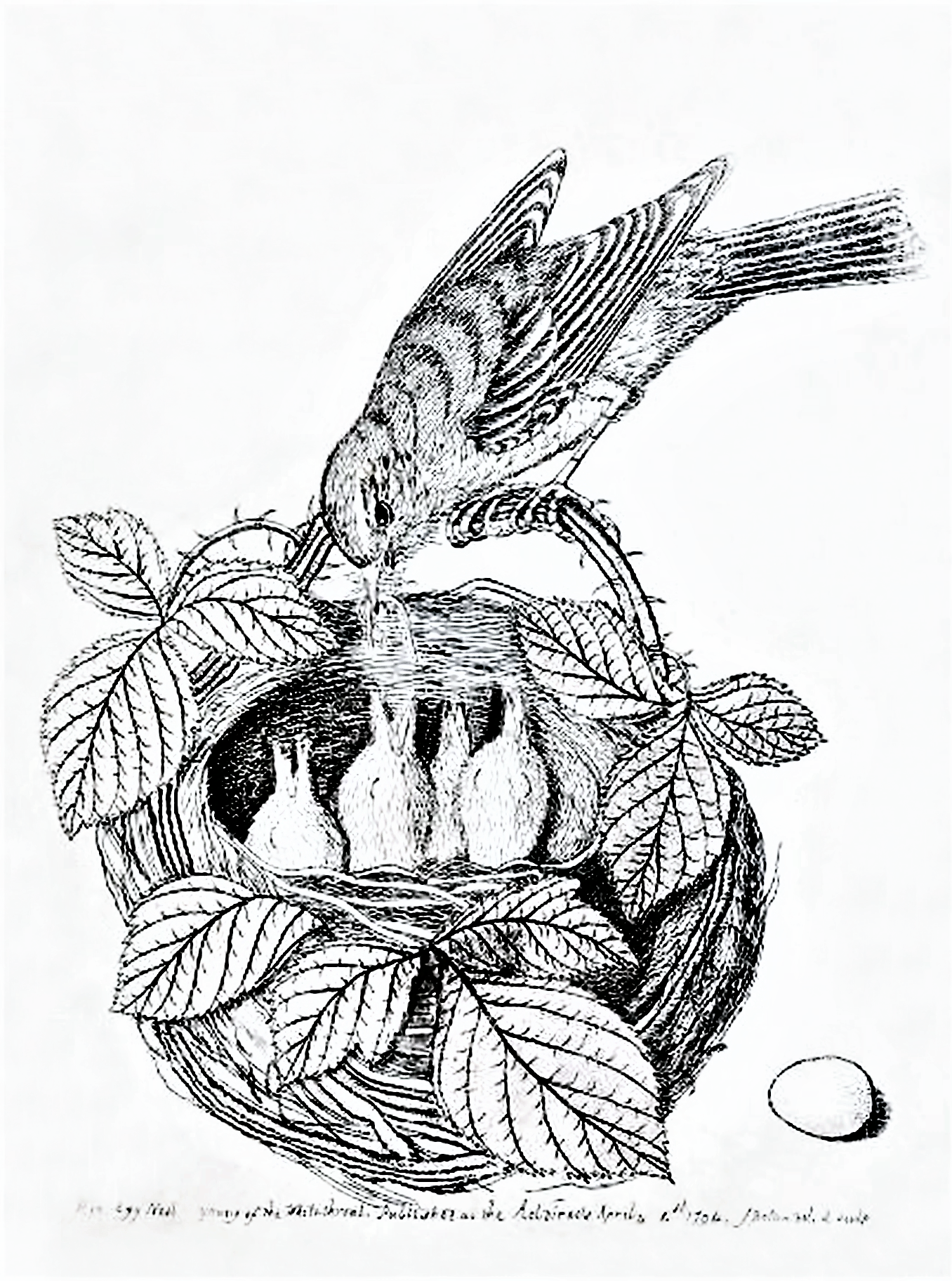
Bolton: Zonotrichia albicollis

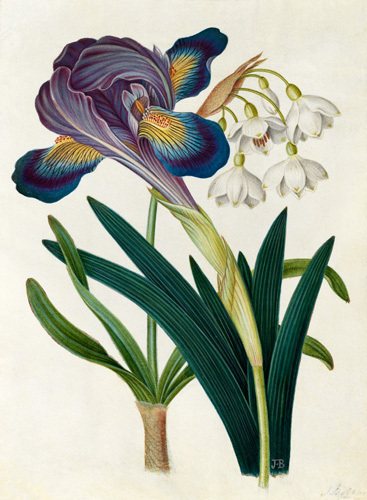
Bolton: Stânjenel și ghiocei

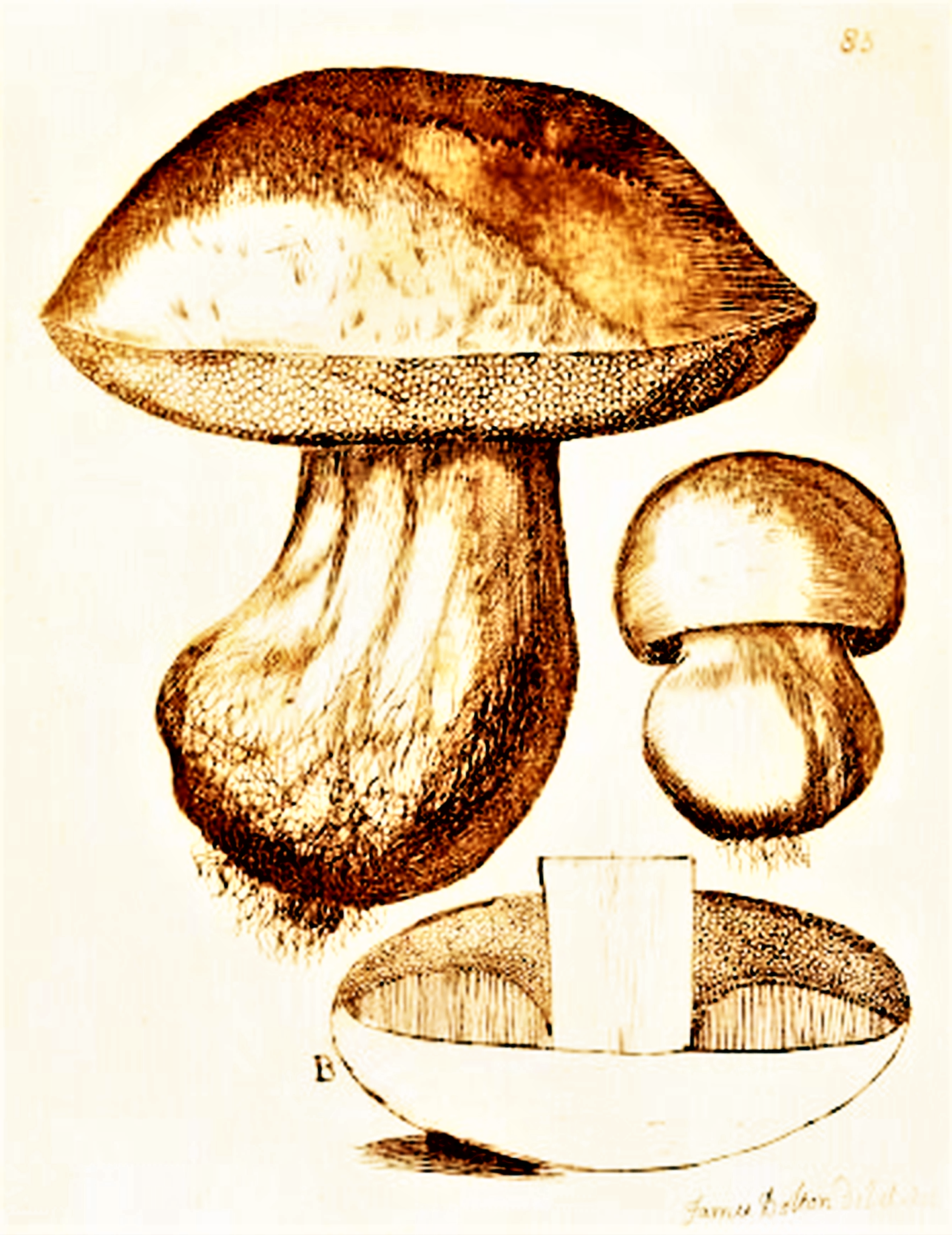
Bolton - Boletus stipitatus

Tatăl lui, William, a fost un țesător și probabil și James a lucrat în această meserie. Dar s-a dovedit naturalist autodidact foarte capabil și a scris și ilustrat în continuare cărți pe teme variate: despre ciuperci, ferigi, flori și păsări. Lucrarea s-a principală An History of Fungusses growing about Halifax în patru volume, scrisă între 1788 și 1791 cu descrierea și ilustrarea de 231 de specii de ciuperci este nu numai signifiantă, fiind prima carte dedicată studiul bureților în Anglia ci, de asemenea, datorită calității excepționale a ilustraților colorate. Ea a fost tradusă in mai multe limbi, între altele în franceza și germana.Fratele său mai mare, Thomas, care a murit în 1778, a fost, de asemenea un naturalist competent. În 1807, savantul și ilustratorul irlandez Edward Donovan a denumit o specie de libele, Cordulegaster boltonii din familia Cordulegastridae, după el.
James Bolton a fost un artist provincial și botanist autodidact, care a petrecut întreaga viață în vecinătatea de Halifax în Yorkshire. Ilustrațiile sale nu au fost numai colorate ci de asemenea gravate de el însuși. Astfel, în 1785,  a ilustrat cartea despre Flora Cantabrigiensis al botanistului englez Richard Relhan (1754-1823). Pe același timp (1785-1787) a gravat și colorat 50 de plăci despre flori care însă nu au fost editate niciodată. Ele se pot admira în prezent la  Muzeul de Istorie Naturală din Londra. El a publicat trei lucrări majore: un studiu despre ferigii britanici în Filices Britannicae, 2 volume (1785 și 1790), prima carte engleză despre ciuperci în An History of Funguses Growing about Halifax, 3 volume și un suplement (1788-1791) precum o lucrare despre păsările cântătoare ale Angliei în Harmonia Ruralis, 2 volume (1794-1796). Pentru toate operele Bolton a contribuit atât cu textul, cât și cu ilustrațiile. Datorită varietății culorii verzi în ilustrațiile din Filices Britannicae, aceste două cărți sunt recunoscute cele mai fermecătoare despre ferigi publicate vreodată. Plăcile lui de păsări sunt decorative, dar oarecum ceva lipsite de vitalitate. Dar savantul a dovedit cu criptogramele sale cu observări foarte precise că a fost un  botanist de câmp excelent.
Cea mai însemnată contribuție pentru biologie Bolton a făcut-o în domeniul micologiei. El a fost un observator deosebit al Basidiomicetelor, Ascomicetelor și Sordariomicetelor. Tot materialul său a fost desenat cu precizie. Calitatea ilustrațiilor implică faptul că el a trebuit să fi avut un microscop simplu. El a descris și ilustrat 231 de specii, cele mai multe fiind noi, cu toate că acest număr a fost ulterior redus drastic prin alți taxoni, sinonimele însă rămânând valide. Studiile lui le-a documentat în cele trei volume plus supliment menționate mai sus despre ciupercile crescând in apropiere de Halifax.

## Specii de ciuperci descrise de Bolton  (mică selecție)
- Agaricus durus Bolton (1788), în prezent Agrocybe dura (Bolton) Singer (1936) (Strophariaceae)
- Agaricus luteoalbus Bolton (1788), în prezent Mycena luteoalba (Bolton) Gray (1821) (Mycenaceae)
- Agaricus cristatus Bolton (1788), în prezent Coprinellus cristatus (Bolton) P.Kumm.) (1871) (Agaricaceae)
- Agaricus domesticus Bolton (1788), în prezent Coprinellus domesticus (Bolton) Vilgalys, Hopple & Jacq.Johnson (2001) (Psathyrellaceae)
- Agaricus luteus Bolton (1788), în prezent Leucocoprinus birnbaumii (Corda) Singer (1962) (Agaricaceae)
- Agaricus oreades Bolton (1788), în prezent Marasmius oreades (Bolton) Fr.) (1836) (Marasmiaceae)
- Agaricus peronatus Bolton (1788), în prezent Gymnopus peronatus (Bolton) Gray (1821) (Omphalotaceae)
- Boletus annularius Bolton Singer (1945), (Suillaceae)
- Boletus confragosus Bolton (1791), în prezent Daedaleopsis confragosa (Bolton) Schröt. (1888) (Polyporaceae)
- Boletus lateralis Bolton (1788), în prezent Cerioporus varius (Pers.) Zmitr. & Kovalenko (2016) (Polyporaceae)
- Hypocreopsis riccioidea Bolton: P.Karst. (1871), în prezent Hypocreopsis lichenoides (Tode: Fr.) Seaver (1985) (Sordariomycetes)
- Lepiota cristata (Bolton) P.Kumm.
- Sphaeria riccioidea Bolton (1892), în prezent Daldinia concentrica Ces. & De Not. (1863) (Sordariomycetes)

## Taxoni dedicați lui James Bolton (selecție)

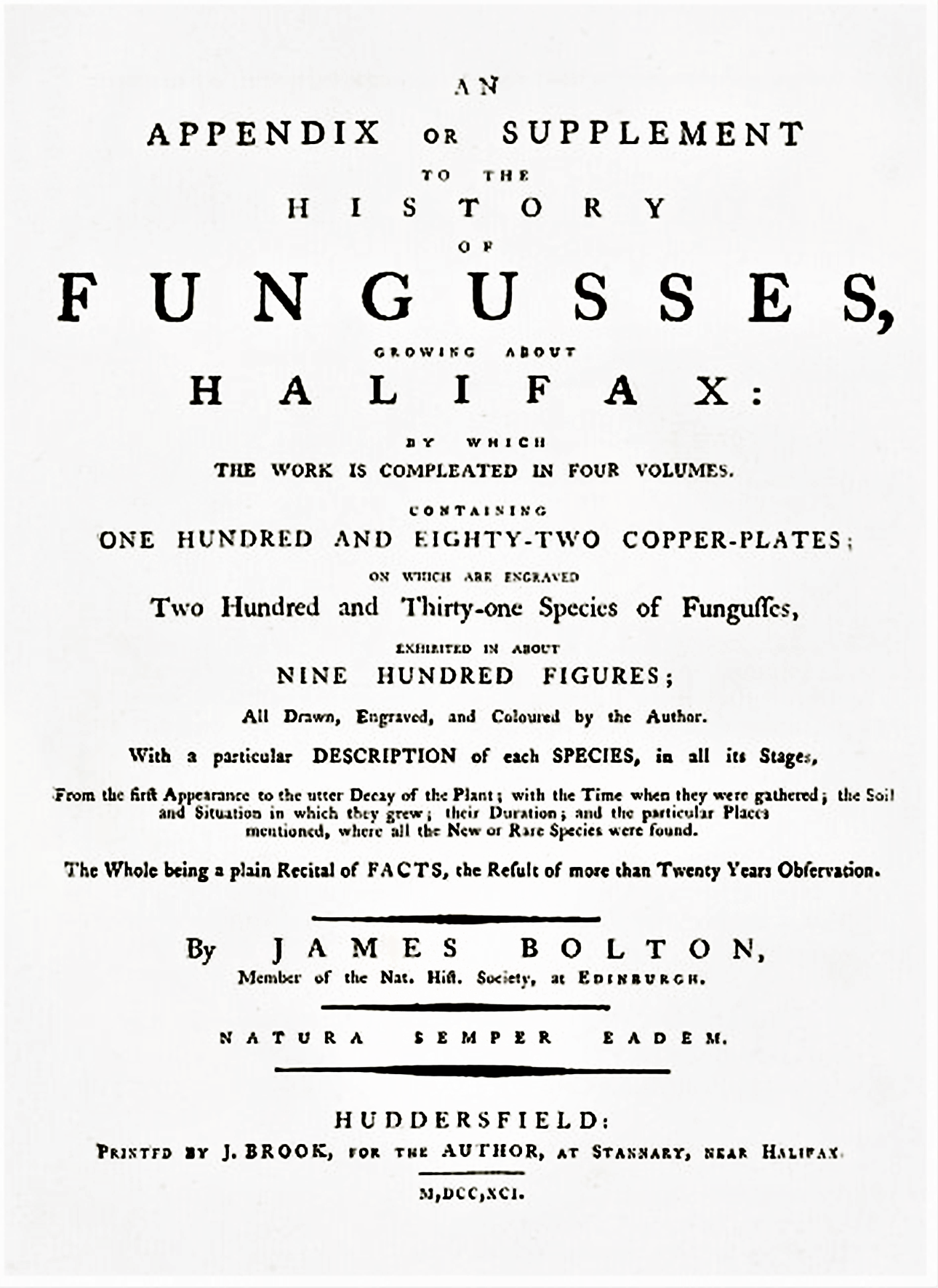
Bolton - History of fugusses 4

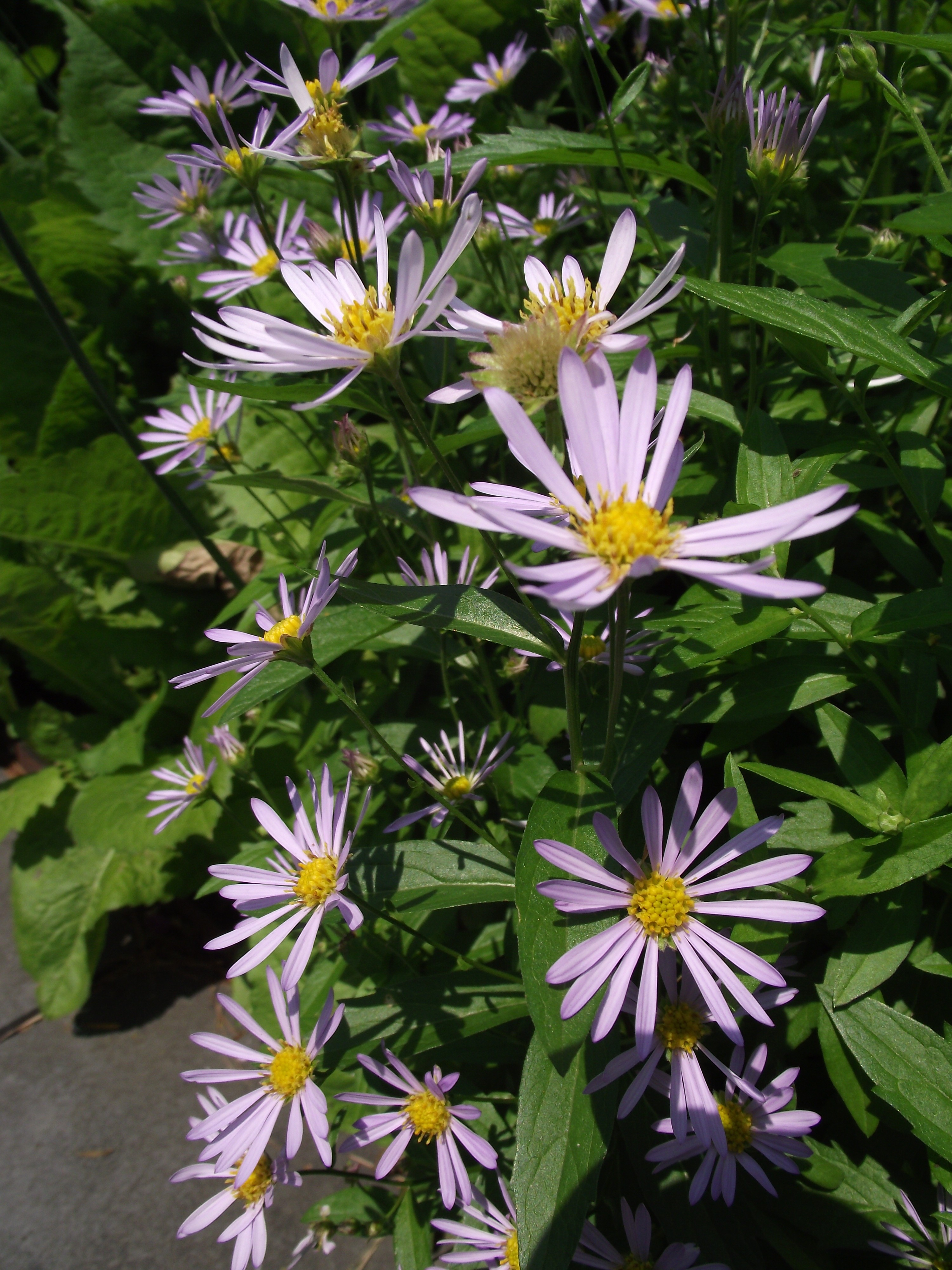
Boltonia asteroides latisquama

- Agaricus boltonii Pers. (1801), în prezent Bolbitius titubans, (Bolbitiaceae) - ciupercă
- Agaricus boltonii Copel. (1905) (Agaricaceae) - ciupercă
- Asplenium boltonii (Hook. ex Schelpe) Viane (Aspleniaceae) - ferigă
- Bolbitius boltonii Pers. Fr. (Bolbitiaceae) - ciupercă[9]
- Boltonia (gen) L'Hér. (Asteraceae) - plantă
- Boltonia asteroides Sims (1825) (Asteraceae) - plantă
- Boltonia caroliniana (Walter) Fernald (1825) (Asteraceae) - plantă
- Boltonia decurrens (Torr. & A.Gray) Alph.Wood (Asteraceae) - plantă
- Boltonia diffusa Elliot (Asteraceae) - plantă
- Boltonia lautureana Debeaux (Asteraceae) - plantă
- Boltonia montana J.F. Townsend & Karaman-Castro (Asteraceae) - plantă
- Bonatea boltonii (Harv.) Bolus. (Orchidaceae) - plantă
- Cattleya Boltonii Philip Smith (1922) (Orchidaceae) - plantă
- Corticium boltonii Fr. (1838) (Corticiaceae) - ciupercă
- Hydnum boltonii Spreng. (1827) (Hydnaceae) - ciupercă
- Inocybe boltonii R.Heim (1931) în prezent Inocybe godeyi Gillet (1874) (Inocybaceae) - ciupercă
- Paphiopedilum Boltonii W.Bolton (1909) (Orchidaceae)[10]
- Peziza boltonii Quél. (1879) (Pezizales) - ciupercă
- Pocillum boltonii W. Phillips (1888), în prezent Gorgoniceps boltonii (W. Phillips) Dennis (1971) (Helotiaceae) - ciupercă
- Polyporus boltonii Rostk. (1848), în prezent (Polyporus varius) (Pers.) Fr. 1821 (Polyporaceae) - ciupercă

## Publicații (selecție)
- Filices brittanicae - An history of the British proper ferns, vol. 1, Editura John Binns, Leeds 1785
- Fifty Flowers Drawn from Nature at Halifax (1785-1787)
- An History of Fungusses growing about Halifax, vol. 1 cu 51 de ilustrații și 200 de figuri, Ediția autorului, Huddersfield 1788
- An History of Fungusses growing about Halifax, vol. 2 cu 54 de ilustrații și 200 de figuri, Imprimeria J. Brook, Ediția autorului, Huddersfield 1788
- An History of Fungusses growing about Halifax, vol. 3 cu 64 de ilustrații și 300 de figuri, Ediția autorului, Ediția autorului, Huddersfield 1790
- An History of Fungusses growing about Halifax, vol. 4 (suplement) cu în total 231 de ilustrații pe 182 plăci de cupru și aproximativ 900 de figuri, Ediția autorului, Huddersfield 1791
- Filices brittanicae - An history of the British proper ferns, vol. 2, Editura White & Son, Londra 1790
- Harmonia ruralis (despre păsări), vol. 1, 40 de plăci, Ediția autorului, Stannary 1794
- Harmonia ruralis (despre păsări), vol. 2, 40 de plăci, Ediția autorului, Stannary 1796